# The Last
The Last è il quinto e ultimo album in studio del gruppo musicale statunitense Aventura, pubblicato nel giugno 2009.

## Tracce
1. Intro (The Last) – 1:24
2. Por un segundo – 4:15
3. Yo quisiera amarla – 5:06
4. El malo – 3:58
5. Dile al amor – 3:49
6. Su veneno – 4:18
7. Tu jueguito – 3:42
8. Spanish Fly (featuring Ludacris & Wyclef Jean) – 3:57
9. Peligro – 4:38
10. La tormenta – 4:35
11. El desprecio – 4:35
12. All Up 2 You (featuring Akon & Wisin & Yandel) – 3:38
13. Skit – 4:05
14. La curita – 4:21
15. Princesita – 4:17
16. Su vida – 4:34
17. Soy hombre (featuring Arturo Sandoval) – 4:33
18. Gracias – 7:33

## Formazione
- Romeo Santos
- Henry Santos
- Lenny Santos
- Max Santos

## Classifiche
| Classifica (2009)           | Posizione massima |
| --------------------------- | ----------------- |
| Messico                     | 16                |
| Stati Uniti Top Latin Album | 1                 |
| Svizzera                    | 10                |